# HD 6314
HD 6314，又名BD+39 249，SAO 54398、HR 305，是一颗恒星，视星等为6.72，位于銀經125.67，銀緯-22.81，其B1900.0坐标为赤經0h 58m 58.8s，赤緯+39° -22.81′ 18″。